# Jeanne de Preuilly
Dame de Gaucourt
Jeanne de Preuilly, née avant 1413 et morte en 1455, appelée aussi dame de Gaucourt par son mariage avec Raoul de Gaucourt, qui sera un des compagnons d'armes de Jeanne d'Arc, est une des deux femmes chargées d'examiner celle-ci à Chinon afin de vérifier sa féminité et sa virginité.

## Biographie
Au sein d'une fratrie de cinq sœurs, elle est « fille puînée » de Gilles de Preuilly et de Marguerite de Naillac,. Elle naît avant 1413,,,, possiblement en Touraine, à Preuilly.
Elle épouse vers 1420-1430 Raoul de Gaucourt, qui fut conseiller et premier chambellan du roi Charles VII, bailli d'Orléans, gouverneur du Dauphiné, capitaine des villes et châteaux de Rouen, Chinon et Gisors, compagnon d'armes de Jeanne d'Arc, et à qui elle donnera quatre enfants. Elle fait partie de la suite de Yolande d'Aragon, belle-mère du roi Charles VII. Elle meurt en 1455.

### Jeanne de Preuilly dans l'histoire de Jeanne d'Arc
Parmi les témoins interrogés au procès de réhabilitation de Jeanne d'Arc (officiellement dénommé « Procès en nullité de la condamnation de Jeanne d’Arc »), qui se déroula en 1455 et 1456, et dont les minutes ont été conservées en latin, Jean Pasquerel moine augustinien qui, depuis l'arrivée de Jeanne d'Arc à Tours, où il était lecteur dans un couvent de frères ermites, l'a « toujours suivie » et « n'a cessé d'être son chapelain jusqu'à Compiègne », son aumonier et confesseur, fait le 4 mai 1456 la déposition suivante, :
« Et audivit dici quod ipsa Johanna, dum venit versus regem, fuit visitata bina vice per mulieres quid erat de ea, et si esset vir vel mulier, et an esset corrupta vel virgo ; et inventa fuit mulier, virgo tamen et puella. Et eam visitaverunt, ut audivit, domina de Gaucourt et domina de Trèves. Et postmodum ducta fuit Pictavis, ad examinandum per clericos ibidem in universitate exsistentes, et ad sciendum quid de ea erat agendum. »
« Il m'a été dit que, quand elle vint au roi, Jeanne fut visitée à deux reprises par des femmes. On voulait savoir ce qu'il en était d'elle, si elle était homme ou femme, déflorée ou vierge. Elle fut trouvée femme, mais vierge et pucelle. Elle fut visitée, paraît-il, par la dame de Gaucourt et par la dame de Trèves. Ensuite on la conduisit à Poitiers pour la faire examiner par les clercs là présents et pour savoir ce qu'on devait faire d'elle. »
.
La « dame de Gaucourt » est Jeanne de Preuilly, épouse de Raoul de Gaucourt, et la « dame de Trèves », Jeanne de Mortemer, épouse de Robert Le Maçon, seigneur de Trèves,.
Dans son dictionnaire intitulé Biographie des sages-femmes célèbres, anciennes, modernes et contemporaines (1833-1834), Aloïs Delacoux écrit : « Au moyen-âge les femmes des premières conditions ne dédaignaient point de faire l’office de matrones. [...] la dame de Gaucourt a rempli le ministère de matrone. Assistée de la dame de Vienne [sic], de la reine de Sicile Iolande d’Aragon, belle-mère de Charles VII, elle fut chargée par ce monarque de visiter Jeanne d’Arc, dite Pucelle d’Orléans, afin de constater sa virginité. [...] Ainsi les dames de Gaucourt, de Vienne [sic], Iolande, matrones très - expertes , à ce que nous devons croire, contribuèrent par leur déclaration officielle, qui fit cesser toute incertitude, à chasser les Anglais d’Orléans et à affermir la couronne de France sur la tête de son galant monarque ».
Jeanne de Preuilly est probablement une des deux dames escortant Jeanne d'Arc représentées au folio 55v de l'ouvrage enluminé de Martial d'Auvergne Les Vigiles de la mort de Charles VII (ca. 1484) :

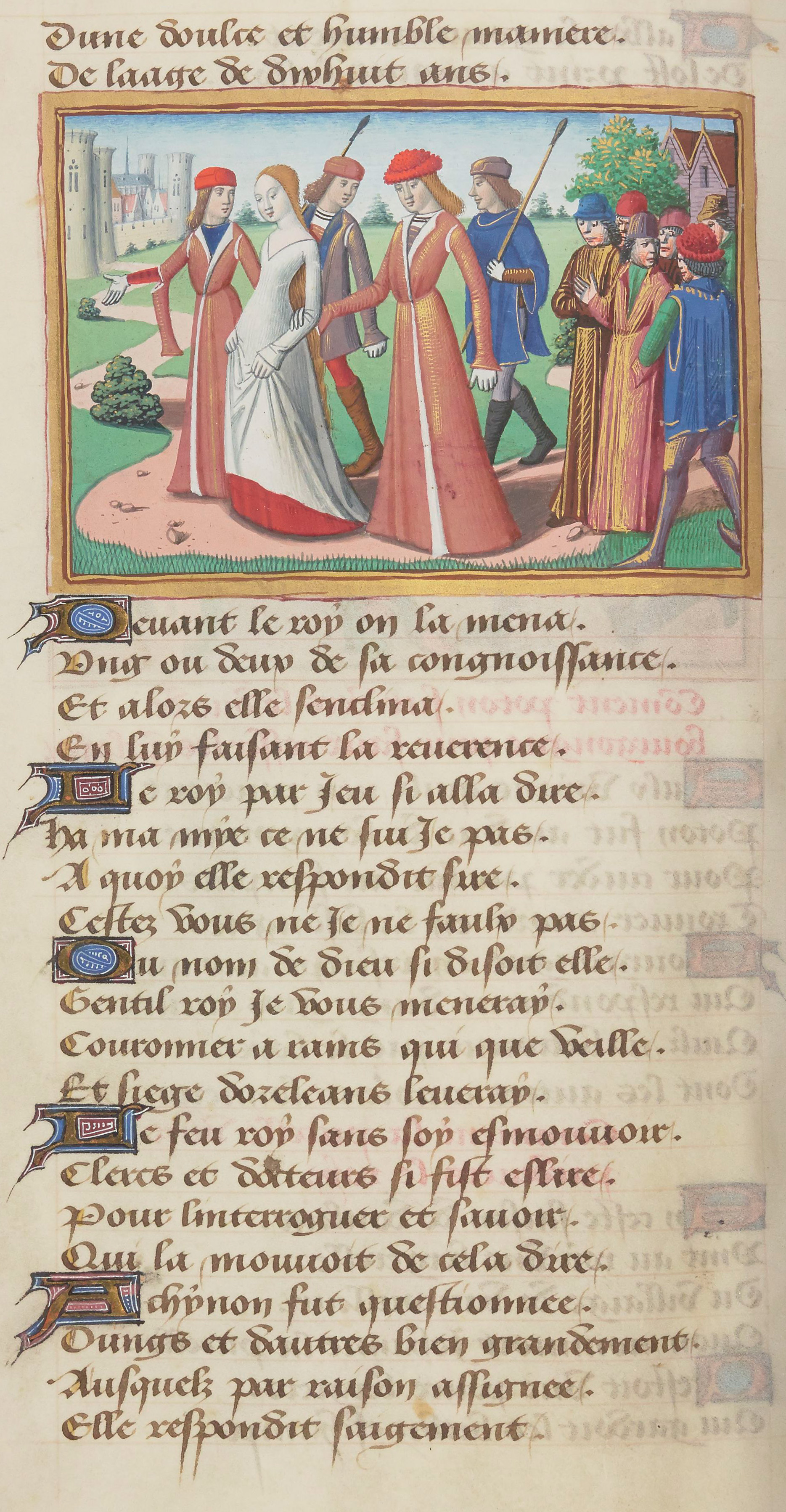
Jeanne d'Arc à Chinon

## Descendance
De son époux Raoul de Gaucourt (ca. 1371-1462) elle a :
- Charles de Gaucourt, lieutenant général et gouverneur de la ville de Paris et d'Île-de-France, conseiller et chambellan du roi, mort en 1482 ;
- Jean, évêque et duc de Laon, pair de France, mort en 1468 ;
- Raoul, seigneur de Luzarches ;
- Marie, fille d'honneur de Marie d'Anjou reine de France, de 1451 à 1456, mariée à Charles de Tournon en 1456, puis à René Cossa, seigneur de Marignane, morte entre 1464 et 1469[9],[17].

## Blasons

Blason de la Maison de Preuilly
Blason de Raoul de Gaucourt

Par son blason, la commune de Preuilly-sur-Claise a conservé la mémoire de son ancienne appartenance aux seigneurs de Preuilly :

Blason de Preuilly-sur-Claise